# Rudki (Łazowa)
Rudki – przysiółek osady Łazowa w Polsce, położony w województwie lubelskim, w powiecie tomaszowskim, w gminie Lubycza Królewska.
W latach 1975–1998 przysiółek administracyjnie należał do województwa zamojskiego.
Wierni Kościoła rzymskokatolickiego należą do parafii Matki Bożej Różańcowej w Lubyczy Królewskiej.